# ولیکی اوگراثنیک ئی ویونیتسا
ولیکی اوگراثنیک ئی ویونیتسا (بوسنیایی: Veliki Ograđenik i Vionica) یک منطقهٔ مسکونی در بوسنی و هرزگوین است که در Čitluk, Bosnia and Herzegovina واقع شده‌است.